# Hoplitis anipuncta
Hoplitis anipuncta är en biart som först beskrevs av Johann Dietrich Alfken 1935.  Hoplitis anipuncta ingår i släktet gnagbin, och familjen buksamlarbin. Inga underarter finns listade i Catalogue of Life.